# Panni
Panni är en ort och kommun i provinsen Foggia i regionen Apulien i Italien. Kommunen hade 774 invånare (2017).